# Magyar autóipar
A magyar autóipar magában foglalja a Magyarországon kifejlesztett autók és más országok autótípusainak magyarországi gyártását, illetve a különfelé magyar beszállítói tevékenységeket. Hazai személyautótípusok gyártását a 20. század történelmi, politikai és gazdasági körülményei ellehetetlenítették, csak a busz és haszongépjárművek gyártásában sikerült Magyarországnak tartós eredményeket felmutatnia. A rendszerváltás után hazánkba települő négy autógyártó, az Audi, a Mercedes, az Opel és a Suzuki jelentős hazai GDP-t jelent; a BMW 2025-ben tervezi a magyarországi termelés megkezdését.

## A magyar autógyártás története

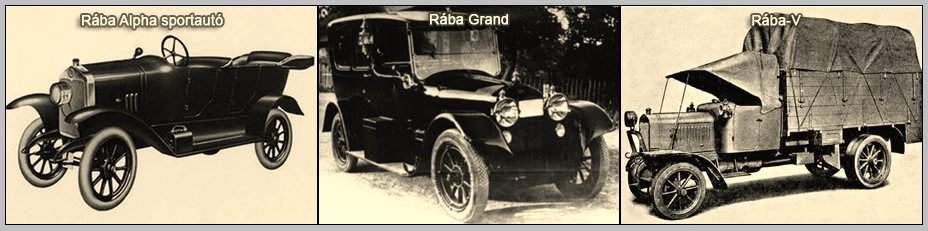
Rába autók az 1910-es évekből

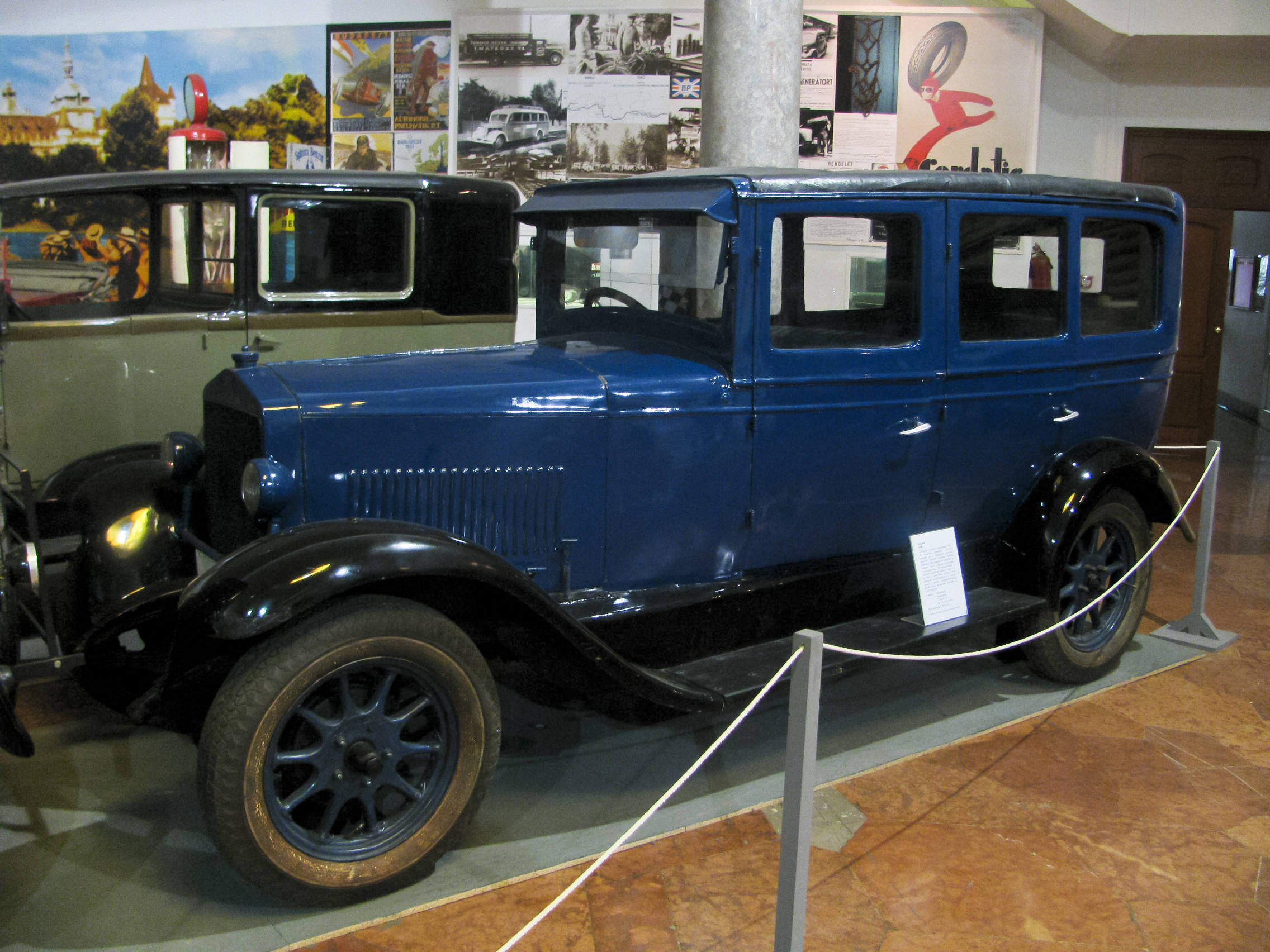
A MÁG Magosix nevű modellje 1928-ból

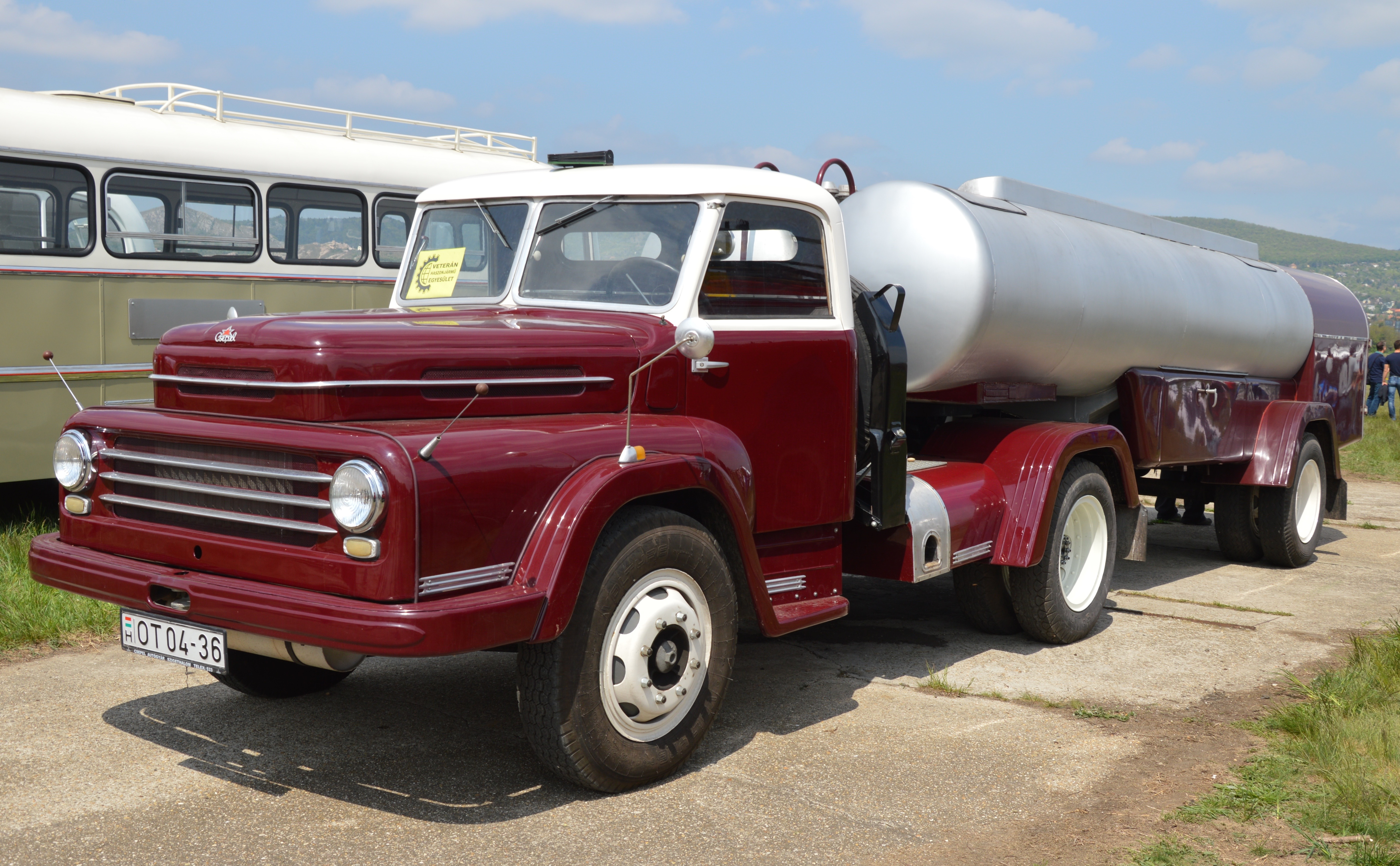
Csepel D450 nyergesvontató tartálypótkocsival

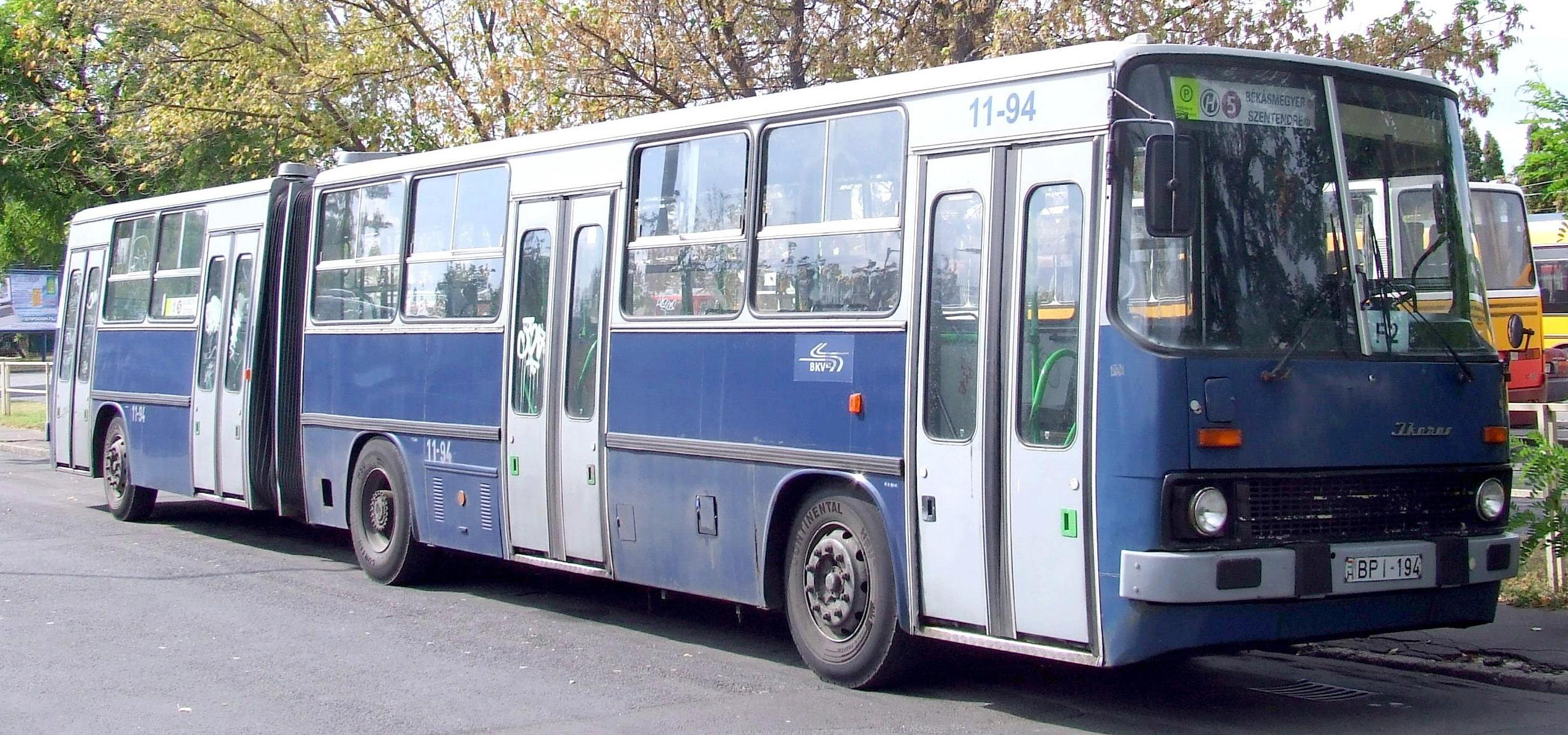
Magyarországon gyártott Ikarus 280 típusú autóbusz

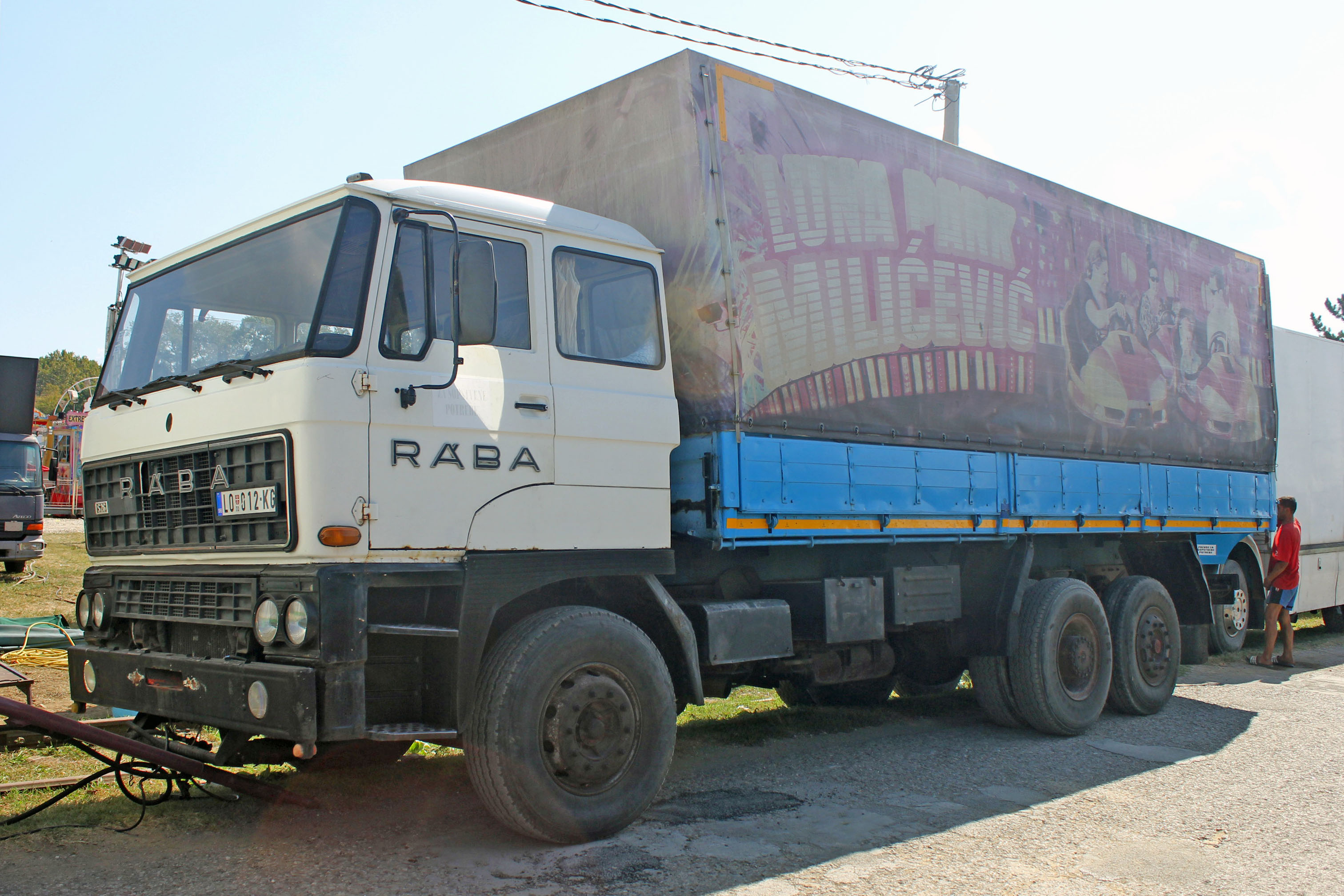
Rába teherautó, DAF licenc alapján

A magyar autóipar már a 19. században kezdetét vette, ennek jelei voltak Bolyai Farkas és Bodor Péter marosvásárhelyi gőzkocsija 1818 körül, Horti-Horváth József lendkerekes omnibusza 1819-ből, Jedlik Ányos villamos hajtású járműmodellje és kocsija 1841–42-ből, Wessely György önjáró kocsi szabadalma és Preiner Ferenc gőzzel hajtott kocsija 1876-ból, valamint Korda Ferenc akkumulátoros villanyautója 1890-ből. A századfordulón Csonka János, a porlasztó egyik feltalálója, Budapesten a Magyar Posta számára tervezett egy levélgyűjtő autót – a háromkerekű járműből két modellt le is gyártott a Ganz vállalat, amelyek 1900 novemberében álltak szolgálatba. Erre az eseményre ma úgy tekintünk, mint a magyar autógyártás születésére. A két világháború között, az 1920-as években már öt autógyártó működött az országban. Egyesek licencia alapján szereltek össze külföldi gyártmányokat, de voltak teljesen hazai fejlesztések is – például az 1924-ben bemutatott Magomobilt, amelynek neve a gyártó Magyar Általános Gépgyárra (rövidítve: MÁG) utalt. Ezt a modellt még Japánba és Indiába is exportálták. Létezett egy Magosix nevű modell is, amelynek nevében a "six" a hathengeres motorra utal. A magyar mérnökök műszaki kreativitása világszerte elismert volt. A magyar születésű Galamb József közreműködött a legendás T-Modell és a futószalag-termelés kifejlesztéséhez az egyesült államokbeli Fordnál. Barényi Béla Németországban dolgozott a járműbiztonság fejlesztése terén, munkássága főleg a Mercedes különböző típusait tették biztonságosabbá.
A második világháború után a személygépkocsi-gyártás megszűnt. A kommunista időszakban a KGST szakosítás következtében Magyarország jelentős autóbuszgyártó kapacitással rendelkezett az Ikarus révén, ami az 1970-es–1980-as években – a nyugatnémet Mercedes-Benz mögött – Európa második legnagyobb buszgyártójává vált. Évente mintegy 12.000 Ikarus buszt állítottak elő Budapesten (Mátyásföld) és Székesfehérváron. Haszongépjárművek terén is volt jelentősebb gyártói kapacitás, ezekre a Csepel és a Rába volt példa, de Dutra néven traktorgyár is üzemelt.
Voltak egyéb próbálkozások is hazai autógyártásra, de ezek kialakulását és esetleges sikerét jellemzően a politika és/vagy a pénzhiány, esetenként pedig a rossz minőség is akadályozta, erre példák: Törpeautó-program, Pente, Puli, Tecoplan Leo, Sigma, Alma.

## A hazai autógyártás a rendszerváltás után
Magyarországon csak a rendszerváltás után valósult meg a tömeges autógyártás, de ez alapvetően külföldi márkák modelljeinek összeszerelését jelentette. A hazai autógyártásában kb. 700 a közreműködő cégek száma, ami a feldolgozóiparban dolgozó cégek teljes számának még a két százalékát sem teszi ki. Ugyanakkor a foglalkoztatottak száma (72 000 fő) már a feldolgozó-ipari érték 12%-át éri el. Ezzel az autógyártás elengedhetetlen része a magyar gazdaságnak, és ráadásul még termelékenyebb is, mint a többi ágazat. A feldolgozóiparban foglalkoztatottak 12%-kal ez az ágazat a forgalomnak több mint 16%-át, az értékteremtésnek pedig 17%-át hozza.[forrás?] Ez a magasabb munkatermelékenység a foglalkoztatottak jövedelmén is tükröződik: az ágazati átlagbérek 2012-ben csaknem 20%-kal voltak magasabbak a feldolgozóipari átlagnál.
A magyarországi autógyártás fontos jellemzője az is, hogy nagyon erőteljesen külföldi cégek dominálnak benne. Ők foglalkoztatják a munkatársak több mint 80%-át és hozzák a forgalom és az értékteremtés több mint 90%-át a magyarországi autóiparban. A gépjárműipar termelési értékének kereken a fele jut a személygépkocsi- gyártásra, a másik fele pedig az alkatrészek és egységek előállítására, a motoroktól a kábelkötegeken és fékeken át az elektronikus modulokig. A beszállítók azonban messze nem csak az országban működő gyártóknak (jelenleg ezek az Audi, a Mercedes, Opel és a Suzuki) szállítanak, hanem főként exportra dolgoznak. A magyar gyártótelephelyek sokszor stratégiai jelentőségűek, vagyis ők fedik le az adott cégcsoport teljes szükségletének jelentős részét az adott egységekből és alkotóelemekből.
Míg az iparban összességében az előállított termékek 58%-át gyártják külföldi piacokra, ez az érték az autógyártásban 93% (2011). Az ágazat kivitele messze meghaladja a behozatalt. 2012-ben Magyarország gépjárműipara 14,2 milliárd euró értékben szállított külföldre, ami a teljes magyar export 18%-ának felel meg. Ugyanakkor a behozatal 6,3 milliárd eurót tett ki (a teljes behozat 9%-át), így az ágazat külkereskedelmi mérlege 7,9 milliárd eurós pluszt mutat. Az többi gazdasági ágazat együttesen összesen egymilliárd eurós külkereskedelmi deficitet termelt.[forrás?]
A legnagyobb partnere a magyar gépjármű-előállításnak csaknem minden tekintetben Németország. Az ágazat teljes kivitelének mintegy 42 százaléka Németországba irányul, az importból ez az érték még magasabb, 47%. Egyedül Németországgal szemben Magyarország ezen ágazata három milliárd eurós többletet ért el. A közvetlen gépjárműipari befektetéseknél is igencsak élen járnak a német cégek. A magyar gazdaság egészét is jelentősen meghatározza a nemzetközi összehasonlításban is domináns autógyártás. A bruttó értékteremtésnek csaknem négy százaléka származik a gépjárműgyártásból – ezzel Magyarország még inkább „autóipari nemzetnek” számít, mint maga Németország.
Az is hozzátartozik a képhez, hogy Magyarországon – a többi volt szocialista közép-európai országhoz hasonlóan – túlnyomó részben a végső összeszerelés folyik, az összeszerelés pedig az értékláncban alacsony hozzáadott értéktartalmú tevékenységgé vált a 20. század végére. Az autóipari összeszerelő üzemek a teljes termékből megközelítőleg 30% hozzáadott értéket termelnek. A K+F és a marketing megtervezése jellemzően külföldön folyik, és egyelőre kevés az olyan magyar vállalkozás, amely második, illetve harmadik szintű beszállítóként csatlakozhatna a beszállítói lánchoz.

### A magyar autógyártás legfontosabb szereplői
A hazai autóipart a négy nagy magyarországi autó- és motorgyár, és a nekik itthonról beszállító külföldi és hazai tulajdonú cégek határozzák meg.
- Győr: Audi Hungaria Zrt.
- Kecskemét: Mercedes-Benz Manufacturing Hungary
- Szentgotthárd: Opel (Stellantis)
- Esztergom: Magyar Suzuki Zrt.
- Debrecen: BMW (tervezett)
- Szeged: BYD (tervezett)

| Gyártó   | Termelés kezdete | Alkalmazottak | Gépjárműgyártás (db) | Motorgyártás (db) |
| -------- | ---------------- | ------------- | -------------------- | ----------------- |
| Opel     | 1992             | 1000          | +80 000 (1998-ig)*   | 600.000           |
| Suzuki   | 1992             | 2700          | 180.000**            | -                 |
| Audi     | 1994             | 13400         | 33.553               | 1.915.567         |
| Mercedes | 2012             | 4300          | 160.000***           | -                 |

- * a gyártás befejeződött
- ** tervezett mennyiség 2018-ra
- *** 2018. júliusi állapot

#### Audi

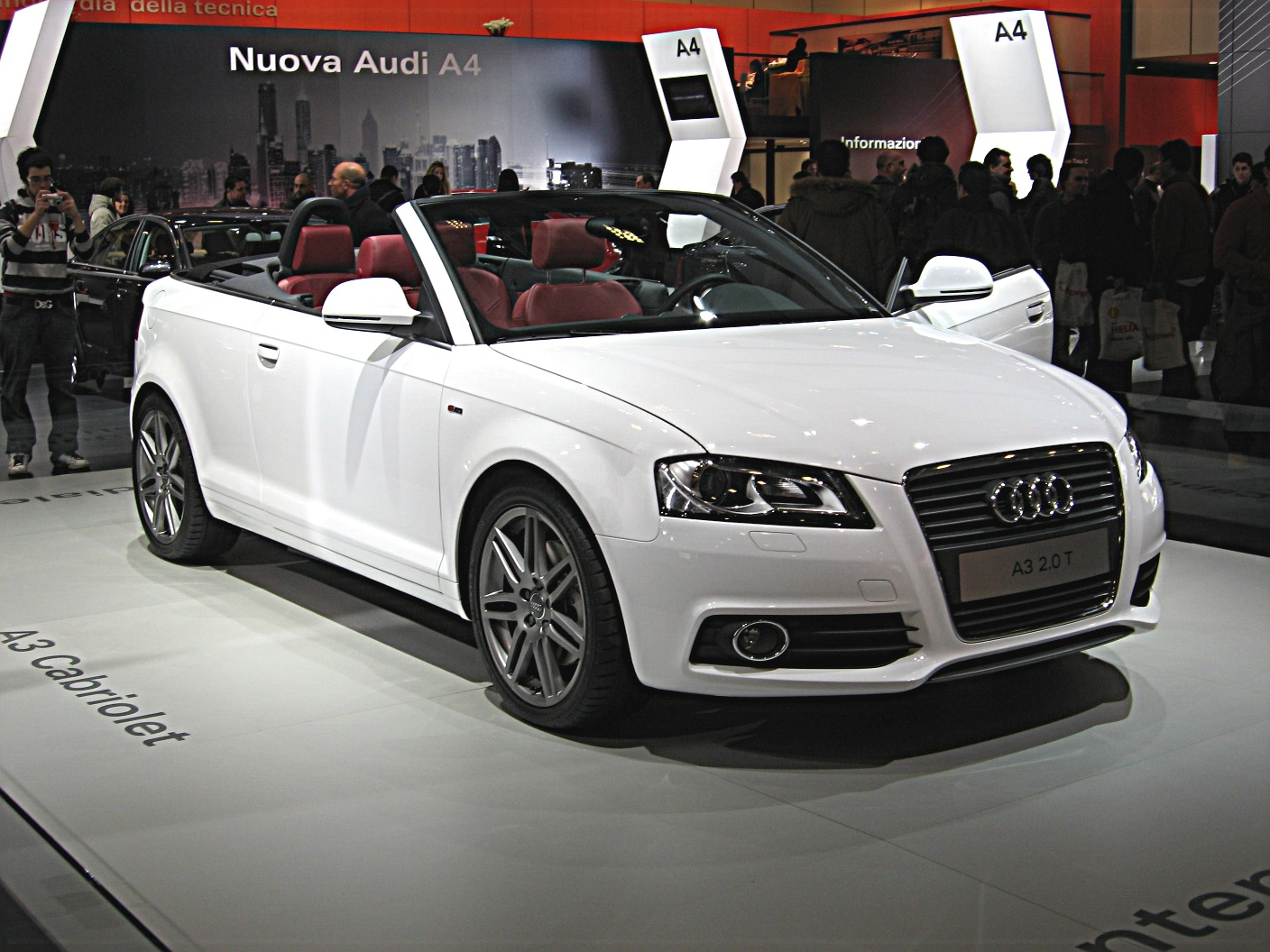
Magyarországon gyártott Audi A3 cabriolet

1993-ban az Audi összeszerelő gyárat épített Győrben, megalakult az Audi Hungaria Motor Kft. Kezdetben csak motorgyártással foglalkozott, később viszont az Audi konszern központi motorszállítójává fejlődött, a világ második legnagyobb motorgyártója.[forrás?] 1998-tól kezdődött a magyarországi Audik összeszerelése az Audi TT Coupé modellel. 2008 végéig 442.714 Audi TT Coupé és Roadster, valamint 18.786 Audi A3 Cabriolet gördül le a gyártó-sorról.
A 900 millió eurós fejlesztéssel megvalósult járműgyárban az Audi A3 modell négyajtós változatának gyártása az első olyan modell, amelynek teljes gyártási folyamata Győrben zajlik.
A gyárban 9600 munkahely mellé hosszabb távon még 2100-at hoznak létre. Az Audi további 15 ezer embernek biztosít munkát a beszállítókon keresztül. Az Audi Hungariánál 2012-ben 1,9 millió motor és több mint 33 ezer jármű készült. A már több mint 10 éve működő motorfejlesztő központ mellett járműfejlesztéssel bővült a fejlesztési tevékenység.
A gyár területén a motorgyártás mellett Motor- és Járműfejlesztés, Kísérleti Motorgyártó Központ, Szerszámgyár, Prés-, Karosszéria- és Lakkozó üzem, valamint egy megnövelt kapacitású Járműszerelde is megtalálható. A szerszámgyár csúcstechnológiás szerszámok és egyedi karosszériaelemek tervezésének és gyártásának színhelye. Továbbá az üzem a konszern egészének készít karosszériaelemeket, így olyan modellek egyes elemei is győri kezek munkáját dicsérik, mint az Audi R8, RS5 vagy RS6. Kísérleti Motorgyártó Központ 2010 óta működik a győri telephelyen, ahol a kísérleti motorok szerelése, elemzése, tesztelése és gyártás-optimalizálása történik. A győri Motorfejlesztő Központ immáron 13 éves múltra tekint vissza. Munkatársai napi tevékenységük során 14 súrlódás- és motortesztelő berendezésekkel analizálják az egyes erőforrásokat, s optimalizálják azok teljesítményét, és fejlesztik egyes tulajdonságait. A győri járműfejlesztés célja az Audi Hungaria termékeinek optimális gyártástámogatása aggregát- és járműtesztek, numerikus jármű szimulációk és speciális elemzések segítségével.

#### BMW
2018. július 31-én bejelentették, hogy Debrecenben a BMW helyi üzemet épít.

#### Mercedes
Magyarországon 2012. március 29. óta gyártanak Mercedes személygépkocsikat. A Daimler AG több lehetséges kelet-európai helyszín közül választotta ki Kecskemétet. (Magyarországon Miskolc volt a másik lehetséges helyszín.) A beruházást a legutolsó pillanatokig titokban tartották, 2008. június közepén jelentették be hivatalosan. A gyár Kecskemét és Városföld között épült egy több száz hektáros volt mezőgazdasági területen, ahol A és B osztály utódainak 2 modelljét fogják gyártani.
Mercedes-Benz gyár megépítésének köszönhetően és a beszállítók által teremtett munkahelyekkel együtt pedig közel 10.000 új munkahely jött létre a régióban. Jelenleg gyárukban több mint 3.500 munkavállaló dolgozik és 2012-ben a munkahelyteremtők sorában első helyet érték el.
A beruházásnak köszönhetően a beszállítói struktúra is erőteljes fejlődésnek indult. A CLA – a kizárólag Kecskeméten gyártott modell – gyártása révén 18-ról 33-ra emelkedett a magyarországi székhellyel rendelkező beszállítók száma, közülük 6 beszállító közvetlenül gyáruk területén kapott helyet, két cég a kecskeméti régióból és a további 17 beszállító az ország egész területéről segíti a termelést.
A 2012. március végi gyárnyitáskor a B-osztállyal kezdtek, mostanra már több mint százezer autót készítettek itt. A régió legvonzóbb munkáltatójánál több mint háromezren dolgoznak.

#### Opel
A modern hazai autógyártás története 1992-től kezdődik, amikor a General Motors Autóforgalmazó Kft. megalapítja szentgotthárdi Opel összeszerelő és motorgyártó leányvállalatát. 1992 márciusában legördül a szalagról az első Magyarországon gyártott modern kori autó, az első Opel Astra. A hazai Opel autógyártás 1998-ig tart, több mint 80 000 jármű összeszerelése történt meg.
Az Opel szentgotthárdi gyárában zajlik azon kis hengerűrtartalmú benzinmotorok sorozatgyártása, amely az új Flex motorgyár fő terméke lesz. Ezzel teljessé vált a termékpaletta a mintegy hétszázmillió eurós beruházással épült gyárban, amely 2013 elején kezdte meg a termelést. Ráadásul az Opel beruházása erősíti a magyar gazdaságot is, hiszen beszállítóinak 46 százaléka hazai vállalkozás.

#### Suzuki
1991-ben megalakul a Magyar Suzuki Rt. Esztergomban. A cél a „mi autónk” gyártása, azaz 50%-ot meghaladó hozzáadott magyar értékkel készül a gépkocsi. A Suzuki Swift olcsó „népautóként” nagy sikert ér el. 1994-ben elkészült a 25 000. magyar Suzuki. A termelés dinamikusan fejlődött. 1996-ban a magyarországi autópiacon a részesedése elérte a 20%-ot, Esztergomban elkészült a 100 000. hazai gyártású Suzuki, 1998-ban a magyarországi termelés meghaladta a 200 000 darabot. A gyártás több új márka bevezetésével bővült.
A Suzuki magyar üzemébe beszállító cégek közül minden negyedik hazai vállalkozás. A gyárban 3100 dolgozót foglalkoztatnak és a 330-340 magyarországi alkatrészbeszállító-cégen keresztül 20-30 ezer embernek adnak munkát.

### Beszállítók

#### BOSCH
Cég neve: Robert Bosch Power Tool Kft. / Robert Bosch Energy and Body Systems Kft.
Székhely: Miskolc
Tevékenységi terület: szerszámgyártás / autóipar
A Bosch vállalatcsoport a jármű- és motorgyártók globális partnerei a környezetbarát és hatékony energiatermelésben. Nemzetközi csapatok fejlesztik azokat a személygépkocsikba és haszongépjárművekbe készülő indítómotorokat és generátorokat, amelyeket világméretű gyártóhálózatukban állítanak elő. Ezenfelül hibrid járművekhez is fejlesztenek és gyártanak elektromos motorokat.

#### Continental
A Continental AG több divíziójával is jelen van az autóipari beszállítói piacon.
- Continental Automotive Hungary Kft, Budapest – autóelektronikai részegységek és mikroelektronikai áramköri modulok gyártását
- Continental Hungaria Kft – gumiabroncs kereskedelem
- ContiTech Rubber Industrial Kft., Szeged – heveder, tömlő és nehézműszaki gumitermékek gyártása
- ContiTech, Nyíregyháza – légrugó rendszerek
- ContiTech Fluid Automotive Hungária Kft, Makó, Vác – hűtő-fűtő csövek és üzemanyagtömlők

#### Denso
Cég neve: DENSO Gyártó Magyarország Kft.
Székhely: Székesfehérvár
Tevékenységi terület: gépjárműalkatrész-gyártás
A DENSO – mely 1949-ben a Toyota vállalatcsoportból kiválva alakult meg Japánban – mára vezető autóipari beszállítóként van jelen a világ számos országában. Fejlett technológiáival a világ legnagyobb autógyárainak állít elő autóipari rendszereket és alkatrészeket. Magyarországi vállalatuk 1997-ben alakult Székesfehérváron. 70 000 m²-es üzemükben üzemanyag-ellátó rendszerelemek, rendszervezérlő egységek gyártása folyik, a következő technológiák alkalmazásával: öntés, hőkezelés, kovácsolás, megmunkálás, összeszerelés, kalibrálás, tesztelés.

#### F Segura Hungaria Kft.
Cég neve: F. Segura Hungária Kft.
Székhely: Szolnok
Tevékenységi terület: közúti jármű- és járműmotor-alkatrész gyártása
A valenciai székhelyű spanyol családi vállalkozás, az F. Segura Csoport közel 25 éve tervez és gyárt számos autómárka – például a Ford, a Volvo, a Land Rover, a Volkswagen és a SEAT számára motorhoz és autókarosszéria-elemekhez tartozó fém alkatrészeket. A vállalat egyetlen külföldi üzeme, az F. Segura Hungária Kft. a szolnoki Ipari Parkban található, 2009-ben kezdte meg működését. A 12 000 m2-nyi területen préselési, hegesztési, logisztikai, raktári tevékenység folyik. A gyárban az Európában egyedülálló kétezer tonnás transzfer prés mellett progresszív prés, továbbá korszerű félautomata és automata hegesztőrobot berendezés működik.

#### Gentherm Hungary Kft.
Cég neve: Gentherm Hungary Kft.
Székhely: Pilisszentiván
Tevékenységi terület: gépjárművek hőkomfort elemeinek (ülésfűtés, kormányfűtés, klímaülés) termékfejlesztése, európai logisztikai központ, autóipar, elektronika.
A Gentherm az autóipar vezető és dinamikusan fejlődő vállalata, amely a gépjármű ülések és belső terek hőkomfortjával foglalkozik. Világszerte 20+ telephelyen 10.000+ munkatárs dolgozik Európában, Ázsiában és Észak-Amerikában. Központja az USA-ban található, Northville-ben (Michigan állam, Detroit mellett).

#### JOHNSONELECTRIC MAGYARORSZÁG
Cég neve: Johnson Electric Magyarország Kft.
Székhely: Ózd
Tevékenységi terület: autóipar
A Johnson Electric csoport tagjai, a világ egyik vezető hajtómű-alrendszer és hajtóműalkatrész-ellátójának, mely az autóipar, az általános ipar és az orvosi berendezések piaci szegmensén tevékenykedik vevői szolgálatában. A vállalat központja Hongkongban található, és több mint 40 000 munkavállalója van 23 országban világszerte. Magyarországi telephelyeik Ózdon és Hatvanban autóipari felhasználásra állítanak elő termékeket, a régiójuk meghatározó munkáltatói, és dinamikus fejlődési fázisban vannak.

#### Lear Corporation Hungary Kft.
Cég neve: Lear Corporation Hungary Kft.
Alapítás éve: 1991.
Székhely: Gödöllő
Tevékenységi terület: autóipar
A Lear Corporation a Fortune 500-as listában felsorolt vállalat, amelynél tehetséges alkalmazottak világszínvonalú termékeket terveznek és gyártanak. A Lear, mint az autóipar vezető beszállítója az ülés-és elektromos rendszerek területén globális képességekkel, de egyedi kötelezettségvállalással szolgálja ki ügyfeleit. A Lear központja Southfieldben, Michigan államban található, és világszerte 36 országban, 221 helyen üzemel, ahol közel 115 000 dolgozót alkalmaz. A Lear-t a New York-i tőzsdén [LEA] néven jegyzik. Magyarországon 4 telephelyével a legnagyobb vállalatokhoz tartozik, és jelenleg közel 4000 dolgozónak ad munkát. A gödöllői és gyöngyösi telephelyen kábelköteggyártás, a móri telephelyen bőr, szövet és műbőr kivitelű üléshuzatvarrás, a győri telephelyen ülés-összeszerelés folyik. Legnagyobb vevőik: BMW, Volvo, Daimler AG, Audi, Porsche, Ford, Nissan. A Lear Corporation versenyképes fizetést és kiváló juttatási csomagot kínál alkalmazottainak.

#### LinamarHungary Zrt.
Cég neve: Linamar Hungary Zrt.
Székhely: Orosháza
Tevékenységi terület: autóipari gépalkatrészgyártás, mezőgazdasági és építőipari gépgyártás
A kanadai Linamar Corporation vállalatcsoport világszerte 42 gyárat működtet és több mint 16 000 munkavállalónak nyújt biztos munkahelyet. Gyáregységeink Kanadában, Amerikában, Mexikóban, Magyarországon, Németországban, Kínában, Franciaországban találhatóak. A Linamar Hungary Zrt. Békés megye és az Alföld egyik legnagyobb munkáltatójaként, több mint 2200 főt foglalkoztat két telephelyén, Orosházán és Békéscsabán. A vállalat autóipari alkatrészgyártással és saját fejlesztésű mezőgazdasági és építőipari gépgyártással foglalkozik. Az itt gyártott saját fejlesztésű termékek nemzetközi piacokon kerülnek értékesítésre, míg az általunk gyártott autóalkatrészek a legnevesebb autómárkákba épülnek be.

#### Modine
Cég neve: Modine Hungária Kft.
Székhely: Mezőkövesd
Telephely: Gyöngyös
Tevékenységi terület: autóipar
A Modine vezető autóipari hőtechnikai beszállítóként a világ 16 országának 30 gyáregységében fejleszt és gyárt hőcserélő rendszereket. Magyarországi gyárai Mezőkövesden és Gyöngyösön találhatóak, ahol motorolajhűtők, váltóolajhűtők, retarderek, hőcserélők, kipufogógáz-visszahűtők és töltőlevegő-hűtők fejlesztése és gyártása folyik. A Modine kiemelt figyelmet fordít a tehetséges diákok támogatására. A Modine stabil, nagy múltú multinacionális vállalat, amely a „kisüzemi” struktúrája által ötvözi a családias, emberközeli szervezeti kultúrát a professzionális nemzetközi munkakörnyezettel.
A Modline Manufacturing Company a hőtechnikai rendszerek globális vezetőjeként, hőcserélő rendszereket és alkatrészeket fejleszt, gyárt és értékesít, elsősorban gépjárművekhez.
Az 1916-ban USA, Wisconsin államban alapított vállalat mára már 2000-nál is több hőtechnikai szabadalmával a világ legjelentősebb járműipari hőcserélő beszállítója, amely 7000főt foglalkoztat a világ 16 országának 30 gyáregységben. A konszern európai divíziójának részeként a Modine Hungária Kft. 1990-ben kezdte meg működését Mezőkövesden járműipari beszállítóként. A sikeres magyarországi gyártókapacitás bővítéseként 2008-ban újabb, zöldmezős gyár indul Gyöngyösön, ahol alumínium víz-, olaj- és töltőlevegő-hűtők kerülnek ellátására.
A Modine életében meghatározó jelentőséggel bír az innováció. A Modine a vevőkkel közvetlenül együttműködve végzi a fejlesztési tevékenységét, a motor, sebességváltó, kipufogórendszer, elektronika és a belső járműtér hőmenedzsmentjét egységes feladatként megközelítve.

#### TAKATA
Cég neve: Takata Safety Systems Hungary Kft.
Székhely: Miskolc
Tevékenységi terület: közúti jármű, járműmotor alkatrészeinek gyártása
A TAKATA a világ egyik vezető autóipari biztonsági rendszereket gyártó vállalata, melynek termékpalettáján megtalálhatóak a kormánykerekek, légzsákrendszerek, gázgenerátorok, biztonsági övek, gyermekvédelmi rendszerek és egyéb alkatrészek. A TAKATA világszerte több mint 36 ezer munkavállalót foglalkoztat. A piaci igényekre válaszolva Miskolcon zöldmezős beruházás keretében épít gyárat. A jövőben szoros kapcsolatot kíván kiépíteni a Miskolci Egyetemmel, lehetőséget szeretne biztosítani a diákoknak szakmai gyakorlatokra, majdani munkakapcsolatokra.
A TAKATA egyike a világ vezető integrált utasbiztonsági rendszer fejlesztőinek és gyártóinak, 3,51 billió euró bevétellel, 36 850 munkavállalóval világszerte. Magyarországon, azon belül is Miskolcon építi a TAKATA az eddigi legnagyobb légzsákgyártó gyárát, ahol több, mint ezer munkavállalónak biztosít hamarosan állást.

#### Veritas
Cég neve: Veritas Dunakiliti Csatlakozástechnikai Kft.
Székhely: Dunakiliti
Tevékenységi terület: közúti jármű és járműmotor alkatrészeinek gyártása
Az 1995-ben alapított Veritas Dunakiliti Csatlakozástechnikai Kft. autóipari beszállító a német Poppe Veritas Holding GmbH & Co. KG csoport tagja, a Veritas AG leányvállalata. A Veritas Magyarországon kívül több országban is jelen van; szinte minden jelentős európai autógyárnak beszállítója. Legnagyobb vevőként kiemelhető a VW csoport, a BMW és a Daimler. A Dunakilitin működő gyár üzemanyagrendszereket, olaj- és levegőztető vezetékeket szállít az autóipar számára, és mintegy 1200 főnek biztosít munkalehetőséget. A Veritas kiemelkedő piaci részesedését mutatja 2012. évi 586 millió eurós árbevétele, melynek több mint egyharmadát a Veritas Dunakiliti Kft. tevékenysége adta.

#### Wescast
Cég neve: Wescast Hungary Autóipari Zrt.
Székhely: Oroszlány
Tevékenységi terület: autóipar, öntött és megmunkált kipufogórendszer-alkatrészek gyártása
A Wescast Industries Inc. az egész világon jelen lévő kínai tulajdonú vállalat, amely a legnagyobb öntött kipufogócsonk- és turbófeltöltőház-gyártó a személyautók és kisteherautók piacán. A Wescast Industries vállalatcsoport Észak-Amerikában, Ázsiában és Európában rendelkezik gyárakkal, kereskedelmi képviseletekkel és tervező központokkal. Műszaki Fejlesztési Központjuk arra összpontosít, hogy az anyagok, a termékek és az eljárások terén áttörésnek számító újdonságokat dolgozzon ki. Magyarországi gyáruk Oroszlányon, Komárom-Esztergom megyében található. Kipufogócsonkokat, turbófeltöltő házakat és integrált kipufogócsonkokat öntenek és munkálnak meg a legmodernebb technológiával. Termékeiket vasötvözetekből és rozsdamentes acélból készítik.

#### ZF
Cég neve: ZF Hungária Kft.
Székhely: Eger
Tevékenységi terület: járműipar
A német ZF Friedrichshafen elsősorban járműipari részegységek fejlesztésével és gyártásával foglalkozik. Öt földrészen, 26 országban 121 gyártóhelyet működtet. A ZF AG a világ legnagyobb járműipari vállalatai között található, több termékcsaládjával is a globális értékesítési lista első helyét foglalja el. Világelső például a 6 tonnánál nagyobb tömegű haszonjárművek kuplungszerkezeteinek, hidraulikus kormányszerkezeteinek, lengéscsillapítóinak, automatizált sebességváltóinak gyártásában és forgalmazásában. Az egri székhelyű ZF Hungária Kft. manuális és automatizált sebességváltókat gyárt, amelyeket vevőik teherautókba, buszokba és kis haszongépjárművekbe építenek be. Világszínvonalú termékeiket a nemzetközi piacon értékesítik, olyan járműgyártóknak, mint a Renault, Volvo, Iveco, Volkswagen, MAN és a Leyland. Egerben tevékenykednek több, a ZF konszern és az egyes leányvállalatai számára különféle területeken szolgáltató részlegek, közöttük a programokat és applikációkat fejlesztő központ is, amely 2013-ban kompetencia központtá vált. Magas színvonalú szolgáltatást nyújtó szervezet, amely támogatja és növeli a ZF IT alkalmazásait az üzleti követelményeknek megfelelőn. Szolgáltatásaik: ABAP/4, APEX, Java, AQDB, XML/XSLT alkalmazások működtetése és karbantartása.